# Sankt Veit in Defereggen
Sankt Veit in Defereggen is een gemeente in de Oostenrijkse deelstaat Tirol, en maakt deel uit van het district Lienz.
Sankt Veit in Defereggen telt 771 inwoners.
Abfaltersbach ·
Ainet ·
Amlach ·
Anras ·
Assling ·
Außervillgraten ·
Dölsach ·
Gaimberg ·
Heinfels ·
Hopfgarten in Defereggen ·
Innervillgraten ·
Iselsberg-Stronach ·
Kals am Großglockner ·
Kartitsch ·
Lavant ·
Leisach ·
Lienz ·
Matrei i. O. ·
Nikolsdorf ·
Nußdorf-Debant ·
Oberlienz ·
Obertilliach ·
Prägraten am Großvenediger ·
Sankt Jakob in Defereggen ·
Sankt Johann im Walde ·
Sankt Veit in Defereggen ·
Schlaiten ·
Sillian ·
Strassen ·
Thurn ·
Tristach ·
Untertilliach ·
Virgen
- Gemeinsame Normdatei: 4504950-6
- Library of Congress Control Number: n99831536
- Nationale Bibliotheek van Israël: 987007498945905171
- Virtual International Authority File: 298049871